# Nowackiïta
La nowackiïta és un mineral de la classe dels sulfurs. Rep el nom en honor del professor Werner Nowacki (1909–1989), cristal·lògraf suís de la Universitat de Berna, a Suïssa, per la seva àmplia investigació sobre les sulfosals de Lengenbach.

## Característiques
La nowackiïta és un sulfur de fórmula química Cu₆Zn₃As₄S₁₂. Cristal·litza en el sistema trigonal. La seva duresa a l'escala de Mohs es troba entre 3,5 i 4.
Segons la classificació de Nickel-Strunz, la nowackiïta pertany a «02.GA: nesosulfarsenats, nesosulfantimonats i nesosulfbismutits sense S addicional» juntament amb els següents minerals: proustita, pirargirita, pirostilpnita, xantoconita, samsonita, skinnerita, wittichenita, lapieïta, mückeïta, malyshevita, lisiguangita, aktashita, gruzdevita, laffittita, routhierita, stalderita, erniggliïta, bournonita, seligmannita i součekita.

## Formació i jaciments
Va ser descoberta a la pedrera Lengenbach, situada a la comuna de Binn, a Valais (Suïssa). També ha estat descrita a Polònia, Portugal, Xile i l'Índia.